# Copidita kaszabi
Copidita kaszabi es una especie de coleóptero de la familia Oedemeridae.

## Distribución geográfica
Habita en Nueva Guinea.